# KBS第3频道
KBS第3频道又称KBS 3TV，是韩国放送公社的一个已不存在的电视频道，主要播放文化、教育、体育类节目。

## 历史
- 1981年2月2日，KBS第3频道开播，它在9、41频道播放，此外亦在FM 106.1MHz播放节目。
- 1988年9月，转播1988年夏季奥林匹克运动会。
- 1989年4月17日，播放高等教育类节目。
- 1990年12月27日，频道停播，并入至韩国教育放送公社。